# Super Bowl LI
A Super Bowl LI a 2016-os NFL-szezon döntője. A mérkőzést az NRG Stadionban játszották, Houstonban, 2017. február 5-én.

## A döntő résztvevői
A mérkőzés egyik résztvevője a New England Patriots, amely az alapszakaszból az AFC első kiemeltjeként jutott a rájátszásba 14–2-es mutatóval. Erőnyerőként csak a konferencia-elődöntőben játszott először. Itt hazai pályán a Houston Texanst győzte le. A konferenciadöntőben szintén hazai pályán győzött a Pittsburgh Steelers ellen. A New England korábban nyolcszor játszott Super Bowlt, ebből négyet nyert meg (XXXVI, XXXVIII, XXXIX), XLIX).
A másik résztvevő az Atlanta Falcons, amely az alapszakaszból az NFC második kiemeltjeként jutott a rájátszásba 11–5-ös mutatóval. Erőnyerőként csak a konferencia-elődöntőben játszott először. Itt hazai pályán a Seattle Seahawkst győzte le. A konferenciadöntőben szintén hazai pályán győzött a Green Bay Packers ellen. Az Atlanta korábban egyszer játszott Super Bowlt, amit elvesztett (XXXIII).

## A mérkőzés
A Super Bowlok történetében először volt hosszabbítás. A mérkőzést a New England Patriots 34–28-ra nyerte. A Patriots 25 pontos hátrányból tudott nyerni, ami új rekord a Super Bowlok történetében. A legértékesebb játékos a Patriots irányítója Tom Brady lett, aki negyedik alkalommal lett MVP. Brady ötödik Super Bowl győzelmét szerezte, a legsikeresebb irányító lett, megelőzve Joe Montanát és Terry Bradshaw-t.
A mérkőzést az Egyesült Államokban 113,7 millióan nézték a televízióban.
| N | Idő                  | Drive                | Drive                | Drive                | Csapat               | Play leírása                                                                                             | Pont                 | Pont                 |                      |
| N | Idő                  | Play                 | Yard                 | Időtartam            | Csapat               | Play leírása                                                                                             | Patriots             | Falcons              |                      |
| - | -------------------- | -------------------- | -------------------- | -------------------- | -------------------- | --- | -------------------- | -------------------- | -------------------- |
| 1 | nem volt pontszerzés | nem volt pontszerzés | nem volt pontszerzés | nem volt pontszerzés | nem volt pontszerzés | nem volt pontszerzés                                                                                     | nem volt pontszerzés | nem volt pontszerzés | nem volt pontszerzés |
|   |                      |                      |                      |                      |                      | |                      |                      |                      |
| 2 | 12:15                | 5                    | 71                   | 1:53                 | Falcons              | Touchdown. Devonta Freeman, 5 yardos futás, Matt Bryant jutalomrúgás.                                    | 0                    | 7                    |                      |
| 2 | 8:48                 | 5                    | 62                   | 1:49                 | Falcons              | Touchdown. Austin Hooper 19 yardos átadás Matt Ryantól, Matt Bryant jutalomrúgás.                        | 0                    | 14                   |                      |
| 2 | 2:21                 | –                    | –                    | –                    | Falcons              | Touchdown. Robert Alford, interception utáni 82 yardos visszahordás, Matt Bryant jutalomrúgás.           | 0                    | 21                   |                      |
| 2 | 0:02                 | 10                   | 52                   | 2:19                 | Patriots             | Mezőnygól. Stephen Gostkowski, 41 yardos mezőnygól.                                                      | 3                    | 21                   |                      |
|   |                      |                      |                      |                      |                      | |                      |                      |                      |
| 3 | 8:31                 | 8                    | 85                   | 4:14                 | Falcons              | Touchdown. Tevin Coleman, 6 yardos átadás Matt Ryantól, Matt Bryant jutalomrúgás.                        | 3                    | 28                   |                      |
| 3 | 2:06                 | 13                   | 75                   | 6:25                 | Patriots             | Touchdown. James White, 5 yardos átadás Tom Bradytől, A jutalomrúgás nem jó.                             | 9                    | 28                   |                      |
|   |                      |                      |                      |                      |                      | |                      |                      |                      |
| 4 | 9:44                 | 12                   | 72                   | 5:07                 | Patriots             | Mezőnygól. Stephen Gostkowski, 33 yardos mezőnygól.                                                      | 12                   | 28                   |                      |
| 4 | 5:56                 | 5                    | 25                   | 2:24                 | Patriots             | Touchdown. Danny Amendola, 6 yardos átadás Tom Bradytől, Sikeres kétpontos kísérlet (James White futás). | 20                   | 28                   |                      |
| 4 | 0:57                 | 10                   | 91                   | 2:33                 | Patriots             | Touchdown. James White, 1 yardos futás, Sikeres kétpontos kísérlet Danny Amendola (Átadás Tom Bradytől). | 28                   | 28                   |                      |
|   |                      |                      |                      |                      |                      | |                      |                      |                      |
| H | 11:02                | 8                    | 75                   | 3:58                 | Patriots             | Touchdown. James White, 2 yardos futás.                                                                  | 34                   | 28                   |                      |

## Rekordok
| Új rekordok                                       | Új rekordok | Új rekordok                              |
| ------------------------------------------------- | ----------- | ---------------------------------------- |
| Legnagyobb hátrányból fordítás Super Bowlon       | 25          | New England Patriots                     |
| Legtöbb Super Bowl first down                     | 37          | New England Patriots                     |
| Legtöbb Super Bowl MVP                            | 4           | Tom Brady (New England)                  |
| Legtöbb Super Bowl passzkísérlet (mérkőzés)       | 62          | Tom Brady (New England)                  |
| Legtöbb Super Bowl sikeres passz (mérkőzés)       | 43          | Tom Brady (New England)                  |
| Legtöbb Super Bowl passzolt yard (mérkőzés)       | 466         | Tom Brady (New England)                  |
| Legtöbb Super Bowl sikeres elkapás                | 14          | James White                              |
| Legtöbb Super Bowl futójátékosként elkapott yard  | 110         | James White                              |
| Legtöbb Super Bowl passzkísérlet (karrier)        | 309         | Tom Brady (New England)                  |
| Legtöbb Super Bowl sikeres passz (karrier)        | 207         | Tom Brady (New England)                  |
| Legtöbb Super Bowl passzolt yard (karrier)        | 2071        | Tom Brady (New England)                  |
| Legtöbb touchdownpassz a Super Bowlokon (karrier) | 15          | Tom Brady (New England)                  |
| Legtöbb Super Bowl-győzelem vezetőedzőként        | 5           | Bill Belichick (New England)             |
| Legtöbb Super Bowl-győzelem irányítóként          | 5           | Tom Brady (New England)                  |
| Rekordbeállítás                                   |             |                                          |
| Legtöbb Super Bowl-győzelem játékosként           | 5           | Tom Brady (New England) és Charles Haley |